# مستشفى يوسف العظمة العسكري
مستشفى يوسف العظمة العسكري والمعروف باسم مشفى 601 العسكري أو مشفى المزة العسكري هو مشفى عسكري تابع لوزارة الدفاع. يقع في منطقة المزة في العاصمة دمشق. يدير المشفى العميد الدكتور غسان حداد.

## خدمات المشفى[2]
يتألف المشفى من مبنيين بمساحة إجمالية بحدود 12000 م2، ويلحق بالمشفى عدد من الكتل المستقلة هي:
- العيادات الخارجية
- المخبر المركزي
- العيادات السّنية
- مخبر التشريح المرضي

يقدر عدد المرضى المراجعين للعيادات سنوياً بحوالي 130 ألف مريضاَ، وعدد المرضى المقبولين سنوياً بحدود 17 ألف حالة، كما يقدر عدد المراجعين لقسم الإسعاف سنوياً بحدود 4 ألاف حالة.
يضم المشفى 240 سريراَ موزعة على الشعب و الأقسام التالية: شعبة جراحة الأذن و الحنجرة - شعبة الجراحة العظمية - شعبة الجراحة البولية - شعبة الجراحة العصبية - قسم الجراحة العينية - الشعبة القلبية والعناية الإكليلية - قسم الأمراض العصبية - قسم المعالجة الفيزيائية - قسم الغدد .- شعبة جراحة الصدر و الأوعية - شعبة الجراحة العامة - شعبة الأمراض الصدرية - الشعبة الهضمية - قسم الأمراض الجلدية - شعبة جراحة الفم والفكيين - قسم المفاصل - قسم التشريح المرضي.

## التأسيس

### في العهد العثماني
بدأت المشفى في العهد العثماني، حيث تم تشييد الخستخانة الميرية العثمانية في محلة المزة بزمن الوالي العثماني والعربي الأصل الوالي عارف بك المارديني في نهاية عام 1912 .
شيدت المستشفى على مرحلتين ، وبنائين منفصلين عن بعضهما وكل منهما يحتوي على عدد من المهاجع بحسب الرتب العسكرية وعدد الأسرة لكافة أفراد الجيش العثماني، وقد استخدم المشفى وبشكل مكثف اثناء الحرب العالمية الأولى عام 1914 لمعالجة المصابين جراء الحرب .
إن المستوى الأول في الطوابق العلوية خصص لضباط الجيش العثماني ذوي الرتب العالية، و كذلك من علية القوم و البشاوات ووجهاء دمشق ذوي السلطة والجاه العثماني ( حصرياً ) ، فهي عبارة عن غرفة ( قبلية غربية ) كبيرة بسرير واحد تطل على جنينة الخستخانة وبساتين المزة و الربوة نفسها متمتعة بالهواء العليل و النظيف القادم من منطقة خانق الربوة .
أما المستوى الثاني فهو عبارة عن غرفة بسريرين ، وقد خصصت الى الضباط الصغار وكانت تطل على طريق المزة و مصطبة الهبل ( حاليا مستشفى المواساة ) بهوائها النظيف أيضاً .
أما المستوى الثالث بالطابق الأرضي ، وكان يدعى بذاك الوقت ( القاووش ـ هستانة كوشو ) وتحتوي القاعات على مجموعة أسرة خصصت للجنود الصغار وضباط صف الجيش العثماني .
ويتوسط الجميع حديقة كبيرة بين البنائين المتوازيين وفيها بحرات مائية ومسجد جانبي ، علاوة عن المطبخ وخدمات التمريض ومركز العطارة ( الصيدلية ) والحمامات التي أقيمت بالقرب من طريق المزة.